# Ріверв'ю (округ Сент-Льюїс, Міссурі)
Ріверв'ю (англ. Riverview) — селище (англ. village) в США, в окрузі Сент-Луїс штату Міссурі. Населення — 2397 осіб (2020).

## Географія
Ріверв'ю розташований за координатами 38°44′39″ пн. ш. 90°12′39″ зх. д. / 38.74417° пн. ш. 90.21083° зх. д. (38.744127, -90.210888).  За даними Бюро перепису населення США в 2010 році селище мало площу 2,15 км², уся площа — суходіл.

## Демографія
Згідно з переписом 2010 року, у селищі мешкало 2856 осіб у 1125 домогосподарствах у складі 700 родин. Густота населення становила 1328 осіб/км².  Було 1368 помешкань (636/км²).
Расовий склад населення:
| - 69,9 % — чорних або афроамериканців - 27,0 % — білих - 0,3 % — азіатів - 0,2 % — корінних американців |

До двох чи більше рас належало 2,2 %. Частка іспаномовних становила 0,7 % від усіх жителів.
За віковим діапазоном населення розподілялося таким чином: 29,1 % — особи молодші 18 років, 62,7 % — особи у віці 18—64 років, 8,2 % — особи у віці 65 років та старші. Медіана віку мешканця становила 31,6 року. На 100 осіб жіночої статі у селищі припадало 90,8 чоловіків;  на 100 жінок у віці від 18 років та старших — 83,0 чоловіків також старших 18 років.
Середній дохід на одне домашнє господарство  становив 42 758 доларів США (медіана — 33 245), а середній дохід на одну сім'ю — 50 183 долари (медіана — 35 764). Медіана доходів становила 30 000 доларів для чоловіків та 28 622 долари для жінок. За межею бідності перебувало 22,1 % осіб, у тому числі 34,6 % дітей у віці до 18 років та 7,1 % осіб у віці 65 років та старших.
Цивільне працевлаштоване населення становило 1191 осіб. Основні галузі зайнятості: освіта, охорона здоров'я та соціальна допомога — 21,2 %, мистецтво, розваги та відпочинок — 15,8 %, роздрібна торгівля — 14,7 %.